# Aeropuerto Internacional Mano Dayak
El Aeropuerto Internacional Mano Dayak (IATA: AJY, OACI: DRZA) es un aeropuerto en Agadez en Níger. Vuelos a Argel, Niamey y París.

## Aerolíneas y destinos
- Arik Air (Niamey)